# Seal Beach
Seal Beach város az USA Kalifornia államában, Orange megyében. Lakosainak száma 25 242 fő (2020. április 1.).

## Népesség
A település népességének változása:

| 2010 | 24 168 |
| 2020 | 25 242 |